# بريان أوستين
بريان أوستين (بالإنجليزية: Bryan Austin)‏ هو مغن مؤلف ومغني أمريكي، ولد في 12 سبتمبر 1967.